# Scarturus
Scarturus és un gènere de rosegadors de la família dels dipòdids. Les espècies d'aquest grup, anteriorment classificades en el gènere Allactaga, habiten les regions àrides i semiàrides d'Àsia i el nord-est d'Àfrica. La taxonomia del gènere continua sent objecte de debat, entre altres motius, per la falta de dades moleculars que complementin les morfològiques en bona part de les espècies que el formen.